# فرانکشتاین: داستان واقعی
فرانکشتاین: داستان واقعی (به انگلیسی: Frankenstein: The True Story) تله‌فیلمی محصول سال ۱۹۷۳ و به کارگردانی جک اسمایت است. در این فیلم بازیگرانی همچون جیمز میسون، لئونارد وایتینگ، دیوید مک‌کالوم، جین سیمور، مایکل سارازین، مایکل وایلدینگ، کلاریسا کای، اگنس مورهد، مارگارت لیتون، رالف ریچاردسون، جان گیلگد، تام بیکر، پیتر سالیس و دالاس آدامز ایفای نقش کرده‌اند.